# Hockey (banda)
Hockey é uma banda norte-americana de new wave que nasceu em Portland, Oregon.
Os membros da banda são, vocalista Benjamin Grubin, guitarrista Brian White, baixista Jeremy Reynolds, tecladista Ryan Dolliver e baterista Anthony Stassi, e seu som é comparado com bandas como The Strokes, The Faint e LCD Soundsystem.
Eles lançaram em 2008 o EP Mind Chaos independente, oque atraia a atenção do DJ Zane Lowe, e a banda assina um contrato com a Capitol Records nos Estados Unidos e Virgin Records no Reino Unido.
Foi anunciado que eles tocariam em 2009 no T in the Park festival na Scócia, no Bonnaroo Festival, e no Hove Festival na Noruega. O single de estréia da banda foi "Too Fake" lançado no Reino Unido em 16 de Março. A banda lançou "Learn To Lose" em 1 de Junho para divulgar seu álbum de estréia Mind Chaos. Eles apareceram no Later with Jools Holland em 24 de Abril de 2009. A música "Work" está no soundtrack de MLB 09: The Show. Em Setembro lançaram mais um single: "Song Away". Em Outubro deram inicio para a produção de um novo álbum. Ainda em Outubro, Brian e Anthony deixaram a banda para trabalhar em outros projetos, porém, os membros restantes continuam com a produção do álbum, que será lançado no 1º semestre de 2011.

## Discografia

### Álbuns
- Mind Chaos (24 de Agosto, 2009)
- Wyeth Is     (Maio de 2013)

### Singles
- "Too Fake" (16 de Março, 2009)
- "Learn to Lose" (1 de Junho, 2009)
- "Song Away" (18 de Setembro, 2009)